# アローザ (小惑星)
アローザ (1304 Arosa) は、小惑星帯の小惑星である。カール・ラインムートがハイデルベルクのケーニッヒシュトゥール天文台で発見した。
スイス、グラウビュンデン州のアローザに因んで名付けられた。
2008年5月に静岡県で掩蔽が観測された。